# Åkermånblomfluga
Åkermånblomfluga (Eumerus strigatus) är en tvåvingeart som först beskrevs av Fallen 1817.  Åkermånblomfluga ingår i släktet månblomflugor, och familjen blomflugor. Arten är reproducerande i Sverige. Inga underarter finns listade i Catalogue of Life.